# Karl Haidmayer

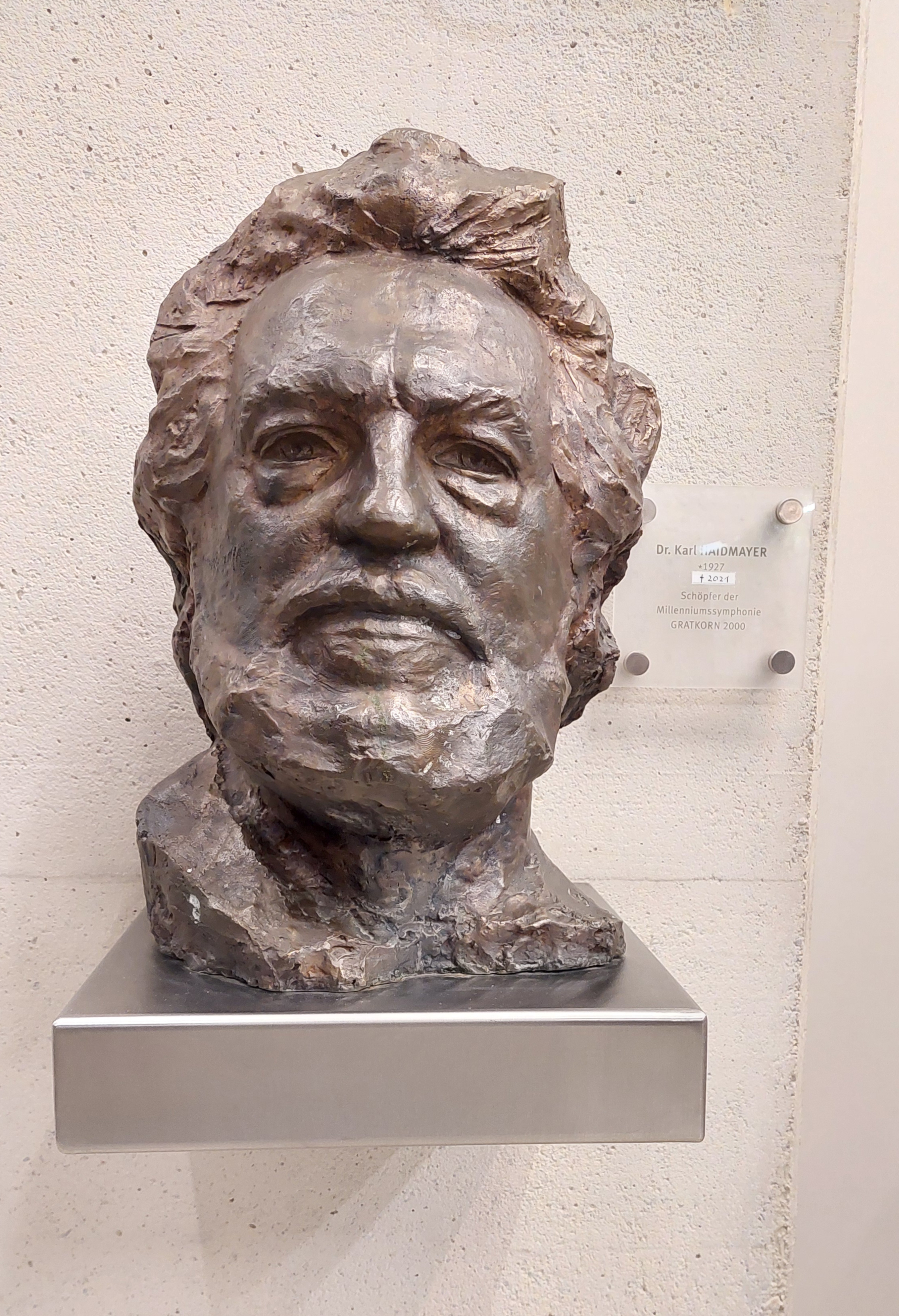
Büste von Karl Haidmayer am Zugang zum nach ihm benannten Konzertsaal der Musikschule Gratkorn

Karl Haidmayer (* 1. Mai 1927 in Hollabrunn, NÖ; † 2. Juni 2021) war ein österreichischer Komponist und Musikwissenschaftler.

## Leben
Nach seinem Studium an der Universität Graz (Musikwissenschaft und Kunstgeschichte) promovierte Karl Haidmayer 1952 bei Hellmut Federhofer mit einer Dissertation über den Grazer Komponisten Roderich Mojsisovics von Mojsvár zum Dr. phil. Daneben studierte er am Konservatorium Graz Komposition und Klavier (Diplom 1954), sowie am Konservatorium der Stadt Wien und der Universität Wien Musiktheorie.
Schon während seines Studiums konnte er erste Erfolge als Komponist verzeichnen. Eine Reise nach Rumänien Anfang der 1950er Jahre prägte den Stil der folgenden Jahre, wobei die für Haidmayer charakteristische häufige Verwendung des Tritonus bzw. kirchentonaler, insbesondere lydischer, Melodik daraus erklärbar ist. Zahlreichen Konzertreisen als Pianist folgte die Berufung als Professor der Grazer Musikhochschule (zuletzt Ordinarius für Komposition und Musiktheorie).

## Mitgliedschaften und Funktionen
- Präsident des steirischen Tonkünstlerbundes (1979–93)
- Präsident der Musikagitation Seeboden
- Präsident des Kuratoriums der Dombrowski-Stiftung des Landes Steiermark

## Preise und Auszeichnungen
- 1951 Joseph-Marx-Preis (für seine 3. Klaviersonate)
- 1972 Musikpreis des Landes Steiermark und des ORF
- 1977 Kulturpreis des Landes Niederösterreich
- 1983 Goldmedaille für Kunst und Wissenschaft Bulgarien
- 1987 Großes Ehrenzeichen des Landes Steiermark
- 1993 Goldenes Ehrenzeichen der Stadt Graz
- 2017 Ehrenring des Landes Steiermark[2]

## Musikstil
Im Frühwerk dominierte die Klaviermusik. Danach war Haidmayers kompositorisches Schaffen von Kammermusik und Orchesterwerken geprägt, seit den späten 1970er Jahren wandte er sich auch der elektronischen Musik zu. Angesichts dieser Vielfältigkeit scheint eine stilistische Fixierung seines musikalischen Werks fast unmöglich. Dennoch fielen gewisse signifikante Merkmale in Haidmayers Musik auf: zum Beispiel seine Vorliebe für markante Rhythmik und die in großen Linien gestaltete Melodik. Er selbst beschrieb seinen offenen Musikstil einmal folgendermaßen:
Ich habe in strenger und freier Dodekaphonie geschrieben und mich der graphischen Notation bedient, bin aber bestrebt, meinen klanglichen Intentionen möglichst nahe zu kommen. Das rhythmische Element steht bei mir oft im Vordergrund; ich vertrete den Standpunkt einer a-thematischen, wohl motivisch orientierten, freitonalen, aber formal strengen Musik. Heutzutage ist meine Musik improvisatorisch ungebunden, stilistisch völlig frei, keiner Mode verpflichtet und vor allem so, daß sie mir persönlich gefällt und ich von dem, was ich schreibe, völlig überzeugt bin. Die Meinungen von Kritikern sind mir völlig egal.

## Werke
18 Sinfonien, 4 Kammersinfonien, 4 Sinfoniettas, Symphonische Variationen, Klangbilder für Symphonisches Blasorchester, Bühnenmusiken, 40 sogen. Filmmusiken (teilweise elektronisch) für den ORF, 2 Oratorien, Kantaten, Messen, zahlreiche Konzerte für Klavier (3), Flöte (4), Saxophon (2), Viola u. a., 10 Quintette, 8 Quartette, 10 Trios, 14 Romîneascas, 11 Klaviersonaten, viele Sonaten für div. Instrumente und Klavier, Orgelwerke, Chorwerke, Lieder. Die bisher über 400 Kompositionen sind im sogenannten Pöschl-Verzeichnis (PV) aufgelistet.
Aufführungen von Werken Karl Haidmayers fanden in vielen Teilen Europas, Nord- und Südamerikas, Afrikas und Asiens statt.
Die Uraufführung der 18. Symphonie fand am 26. Mai 2019 durch das Sinfonieorchester des Johann-Joseph-Fux Konservatorium statt.